# Daniel Jones (Sprachwissenschaftler)
Daniel Jones (* 12. September 1881 in London; † 4. Dezember 1967) war ein englischer Phonetiker, der vornehmlich die Phonetik der englischen Sprache erforschte.
Jones war der erste Phonetiker, der die Received Pronunciation umfassend beschrieb. Seit 1921 war er Professor an der Universität London.